# Instytut Nauk Ekonomicznych Polskiej Akademii Nauk
Instytut Nauk Ekonomicznych Polskiej Akademii Nauk – instytut naukowy Polskiej Akademii Nauk z siedzibą w Pałacu Staszica w Warszawie, zajmujący się prowadzeniem badań naukowych w dziedzinie teorii ekonomii i analiz gospodarczych, upowszechnianiem wiedzy ekonomicznej i propagowaniem polskiej myśli naukowej za granicą.
Instytut został utworzony uchwałą Prezydium PAN z dnia 10 grudnia 1980 r., zatwierdzoną przez Prezesa Rady Ministrów dnia 5 stycznia 1981 r. Osobowość prawną uzyskał decyzją Prezesa PAN z dnia 7 października 1999.

## Kierunek badań
Instytut prowadzi badania z zakresu:
- teorii ekonomii
- polityki gospodarczej
- analiz, prognoz i studiów strategicznych, dotyczących gospodarki polskiej
- analiz gospodarki światowej i integracji europejskiej z uwzględnieniem ich wpływu na rozwój gospodarki Polski

Badania wykonywane w Instytucie obejmują również analizę wyników działalności pięciuset największych polskich przedsiębiorstw przemysłu przetwórczego oraz usług.
Instytut wykonuje także ekspertyzy na zlecenie instytucji rządowych i pozarządowych, m.in. w zakresie:
- restrukturyzacji dużych przedsiębiorstw
- zmian strukturalnych w gospodarce polskiej
- metod i instrumentów wzrostu gospodarczego
- strategii uczestnictwa Polski w Unii Europejskiej

Instytut posiada prawo przyznawania następujących stopni naukowych:
- doktora nauk ekonomicznych w zakresie ekonomii
- doktora habilitowanego nauk ekonomicznych w zakresie ekonomii
- oraz występowania z wnioskiem o nadanie tytułu profesora w zakresie nauk ekonomicznych.

Instytut zajmuje się także działalnością wydawniczą, drukując m.in.:
- Półrocznik Gospodarka Polski – Prognozy i Opinie
- Serię wydawnictw monograficznych (seryjne)
- Serię wydawnictw Opera Minora (seryjne)
- Raport o innowacyjności gospodarki Polski (rocznik)
- Czasopismo Studia Ekonomiczne (kwartalnik)
- Seria wydawnicza INE PAN Working Papers

## Dyrekcja Instytutu Nauk Ekonomicznych PAN
Od 2022 r. Dyrektorem Instytutu Nauk Ekonomicznych PAN jest dr Urszula Skorupska, Zastępcą Dyrektora ds. Naukowych jest prof. dr hab. Andrzej Szablewski.
Poprzednimi dyrektorami Instytutu byli:
1. Józef Pajestka (1981–1990),
2. Cezary Józefiak (1990–1993),
3. Marek Belka (1993–1996),
4. Urszula Grzelońska(inne języki) (1996–1999),
5. Zbigniew Hockuba (1999–2005),
6. Leszek Jasiński (2005–2013),
7. Cezary Wójcik (2013–2015),
8. Piotr Krajewski (2015–2018),
9. Urszula Skorupska (2018 – p.o. Dyrektora),
10. Andrzej Szablewski (2018-2022),
11. Urszula Skorupska (od 2022).

## Pracownicy i Rada Naukowa
Przewodniczącym Rady Naukowej Instytutu jest Stanisław Gomułka, Zastępcami Przewodniczącego są: Krzysztof Bartosik, Andrzej Kondratowicz, Tomasz Łyziak, zaś Sekretarzem Rady Naukowej jest Piotr Denderski.

### Członkowie Rady Naukowej INE PAN
Krzysztof Bartosik, Barbara Błaszczyk, Piotr Denderski, Stanisław Gomułka, Marian Gorynia, Urszula Grzelońska, Aleksander Jakimowicz, Jagoda Kaszowska-Mojsa, Martyna Kobus, Andrzej Kondratowicz, Oskar Kowalewski, Andrzej Koźmiński, Tomasz Łyziak, Krzysztof Marczewski, Elżbieta Mączyńska-Ziemacka, Natalia Potoczek, Urszula Skorupska, Andrzej Szablewski, Anna Ujwary-Gil, Anna Wziątek-Kubiak, Małgorzata Zaleska

### Pracownicy z tytułem naukowym profesora
Barbara Błaszczyk, Jerzy Kleer, Jerzy Osiatyński, Andrzej Szablewski, Anna Wziątek-Kubiak

### Pracownicy ze stopniem naukowym doktora habilitowanego
Krzysztof Bartosik, Aleksander Jakimowicz, Martyna Kobus, Oskar Kowalewski, Tomasz Łyziak, Natalia Potoczek, Anna Ujwary-Gil

### Pracownicy ze stopniem naukowym doktora
Marcin Borsuk, Paweł Bukowski, Paweł Chrostek, Piotr Denderski, Marcin Jakubek, Mariusz Kapuściński, Jagoda Kaszowska-Mojsa, Piotr Matuszak, Wojciech Paczos, Lesław Pietrewicz, Marcin Pietrzak, Łukasz Piętak, Paweł Pisany, Urszula Skorupska, Piotr Śpiewanowski, Małgorzata Walerych, Michał Zajfert, Aleksander Żołnierski

### Pracownicy z tytułem zawodowym magistra
Daniel Habura, Justyna Janik, Aneta Jasińska, Marek Kapera, Radosław Kurek, Elżbieta Magdalińska, Joanna Pęczkowska, Jolanta Rycąbel, Sylwia Radomska